# Batalla de la Colina de la Munición
La Colina de la Munición (en hebreo: גבעת התחמושת, transliteración: Giv'at HaTahmoshet) fue un puesto militar fortificado jordano ubicado en la parte norte de la zona ocupada por Jordania en Jerusalén. Fue el lugar donde ocurrió una de las batallas más encarnizadas de la guerra de los Seis Días. Hoy en día, la Colina de la Munición es un memorial nacional.

## Antecedentes históricos
La Colina de la Munición se encontraba al oeste de una academia de policía, con una zanja fortificada para conectarlos. El sitio fue construido por los británicos durante su mandato de Palestina en la década de 1930, y se utilizaba para almacenar la munición de la academia de policía. La jordana Legión Árabe tomó el control de la colina durante la guerra árabe-israelí de 1948, cortando el vínculo entre el monte Scopus y Jerusalén Oeste. A raíz del armisticio árabe-israelí de 1949, en partes del monte Scopus se mantuvieron enclaves israelíes, con los jordanos bloqueando el acceso al Centro Médico Hadassah y al campus de la Universidad Hebrea de Jerusalén en la cumbre.
El puesto consistía en decenas de búnkeres construidos a lo largo de los tres sistemas principales de trincheras que rodeaban la colina, con emplazamientos de armas fortificadas que cubrían cada una de las zanjas. Las viviendas de los defensores jordanos de la colina estaban en un gran búnker subterráneo. Al momento de la guerra de los Seis Días, la posición era defendida por una compañía jordana reforzada de 150 soldados del regimiento de El-Hussein N°2.

## La batalla

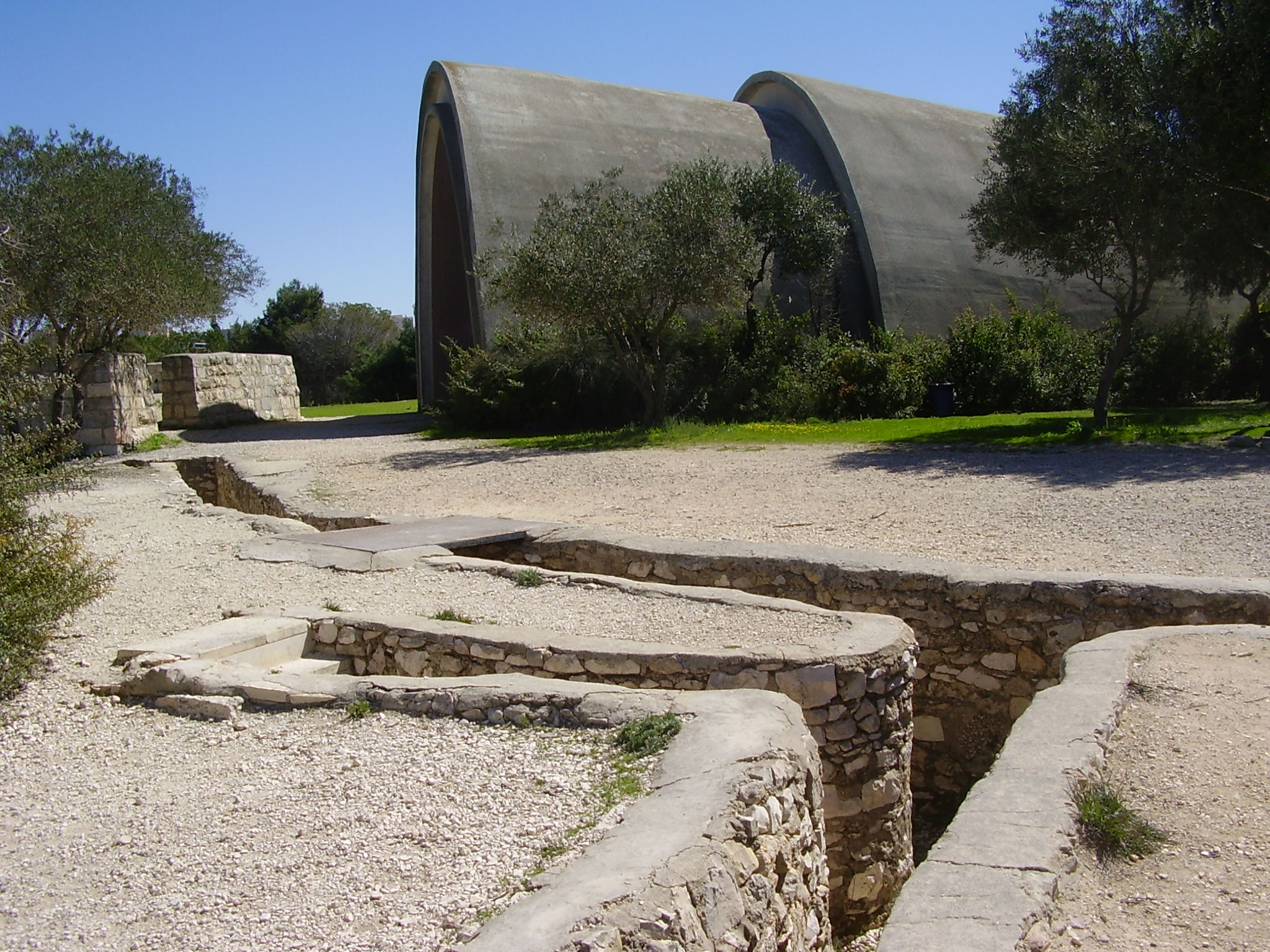
Búnkeres y trincheras en la Colina de la Munición.

La decisión fue tomada por el Comando Israelí de Jerusalén, al mando del general Uzi Narkis, tras renunciar a un ataque aéreo en la colina debido a su proximidad a zonas civiles. En su lugar, se realizaría una descarga de artillería centrada en el puesto de policía, seguida de un ataque a tierra usando una compañía de paracaidistas reforzada.
El tamaño de la fuerza de asalto israelí se basaba en una información de inteligencia incorrecta, que afirmaba que la colina era defendida por un solo pelotón. Cuando se inició el asalto por tierra, se descubrió que la academia de policía estaba vacía de tropas jordanas, ya que se habían refugiado desde la barraca al sistema de búnkeres de la colina, ensanchando de ese modo la fuerza de la defensa de la colina a una cantidad igual a la fuerza de asalto, en lugar de un tercio de su tamaño, como había estimado el Comando Central Israelí.
Los combates en la academia de policía y la Colina de la Munición comenzaron el 6 de junio de 1967, a las 2:30 a. m. La tarea de capturar la colina fue dada a la tercera compañía israelí del 66.º Batallón de la fuerza de reserva de la brigada de Paracaidistas (55.ª Brigada) y, durante la batalla, una fuerza de la segunda compañía se unió a la lucha. La batalla terminó a las 6:30 a. m., aunque las tropas israelíes se mantuvieron en las trincheras debido a los disparos de francotiradores desde Givat Mivtar, hasta que la Brigada Harel invadió ese puesto de avanzada en la tarde. Treinta y seis soldados israelíes y 71 jordanos murieron en la lucha.
Diez de los soldados que lucharon en esta batalla recibieron condecoraciones por el Jefe del Estado Mayor israelí. El comandante de la Brigada de Paracaidistas era Mordechai Gur. El comandante del 66° Batallón, Yossi Yafe.

## Memorial

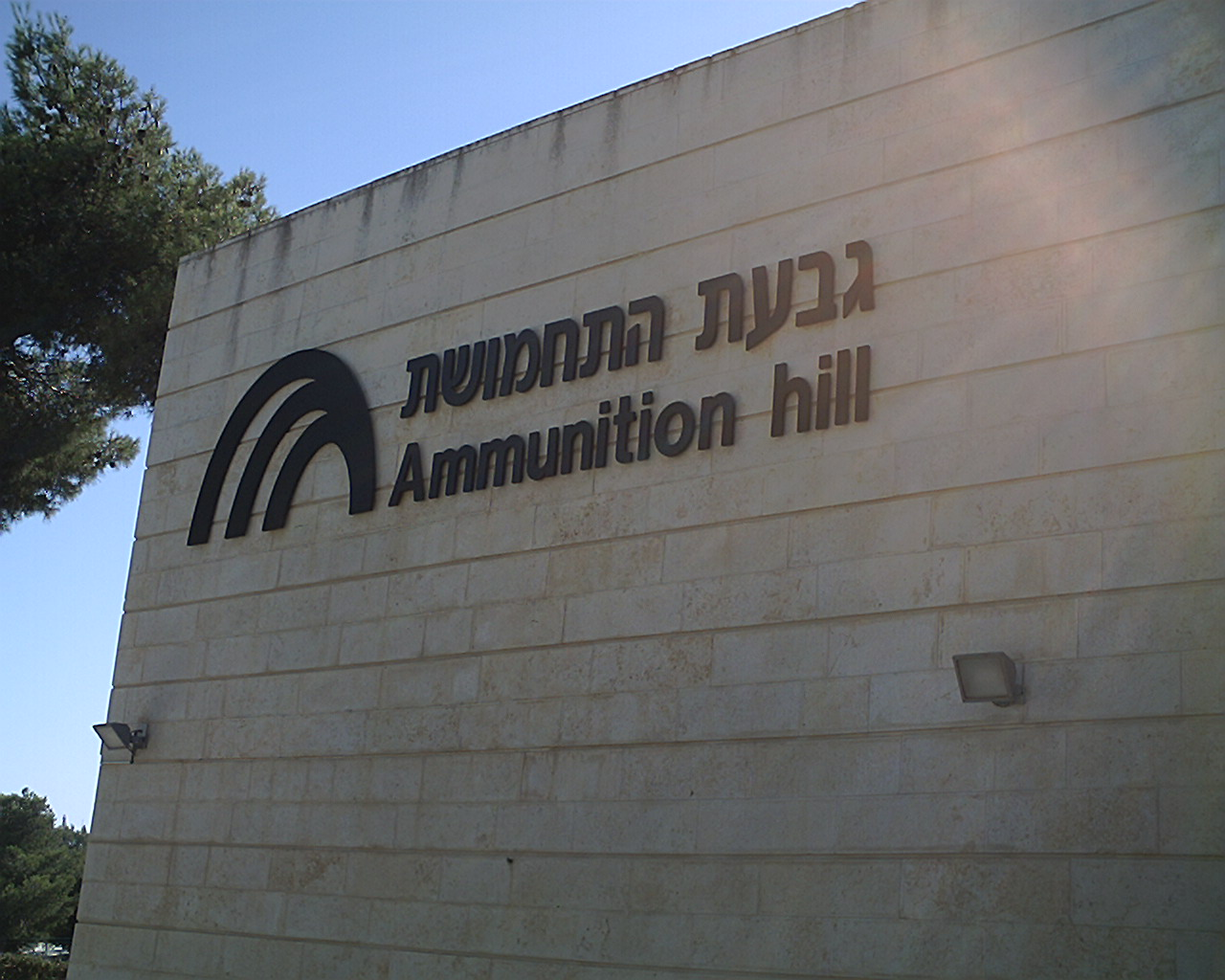
Museo de la Colina de la Munición.

En 1975, un memorial y museo fueron inaugurados en la colina, preservando parte del antiguo puesto; junto a la apertura de un museo en el búnker. Además, en la colina fueron plantados 182 árboles de olivo, en conmemoración de los 182 soldados israelíes que cayeron durante la guerra de los Seis Días. En 1987, el sitio fue declarado monumento nacional. La ceremonia principal del Yom Yerushalayim (Día de Jerusalén) se celebra aquí.
Se estima que unos 200.000 visitantes recorren el sitio cada año, incluyendo 80.000 soldados. La Colina de la Munición es también el principal centro de inducción para los paracaidistas de las FDI.